# 郑氏间条鳅
郑氏间条鳅（学名：Heminoemacheilus zhengbaoshani）为輻鰭魚綱鯉形目條鳅科间条鳅属的鱼类。在中国，分布于广西壮族自治区都安城郊地下河中等，常见于地下河，本魚體粗壯，具長觸鬚3對，眼正常，體被鱗片，側線不完全，體色淺褐色，體側散布白色圓斑，腹部淺黃色，體長可達7.6公分。该物种的模式产地在广西壮族自治区都安城郊地下河中。

## 扩展阅读
維基物種上的相關：郑氏间条鳅